# لويس دنيس
لويس دنيس (بالإنجليزية: Louis Dennis)‏ (9 أكتوبر 1992 في المملكة المتحدة - ) هو لاعب كرة قدم بريطاني في مركز الهجوم. لعب مع نادي بروملي وهايز وييدينغ يونايتد ‏ وكانفي آيلاند وBedfont Town F.C. ‏ وداغنهام وريدبريدج وغرايز أتلاتيك ‏ وويلينج يونايتد.

## وصلات خارجية
- لويس دنيس على موقع قاعدة بيانات كرة القدم.إي يو (الإنجليزية)
- لويس دنيس على موقع Soccerbase.com (لاعب) (الإنجليزية)
- لويس دنيس على موقع Soccerway.com (الإنجليزية)